# معقد أميني

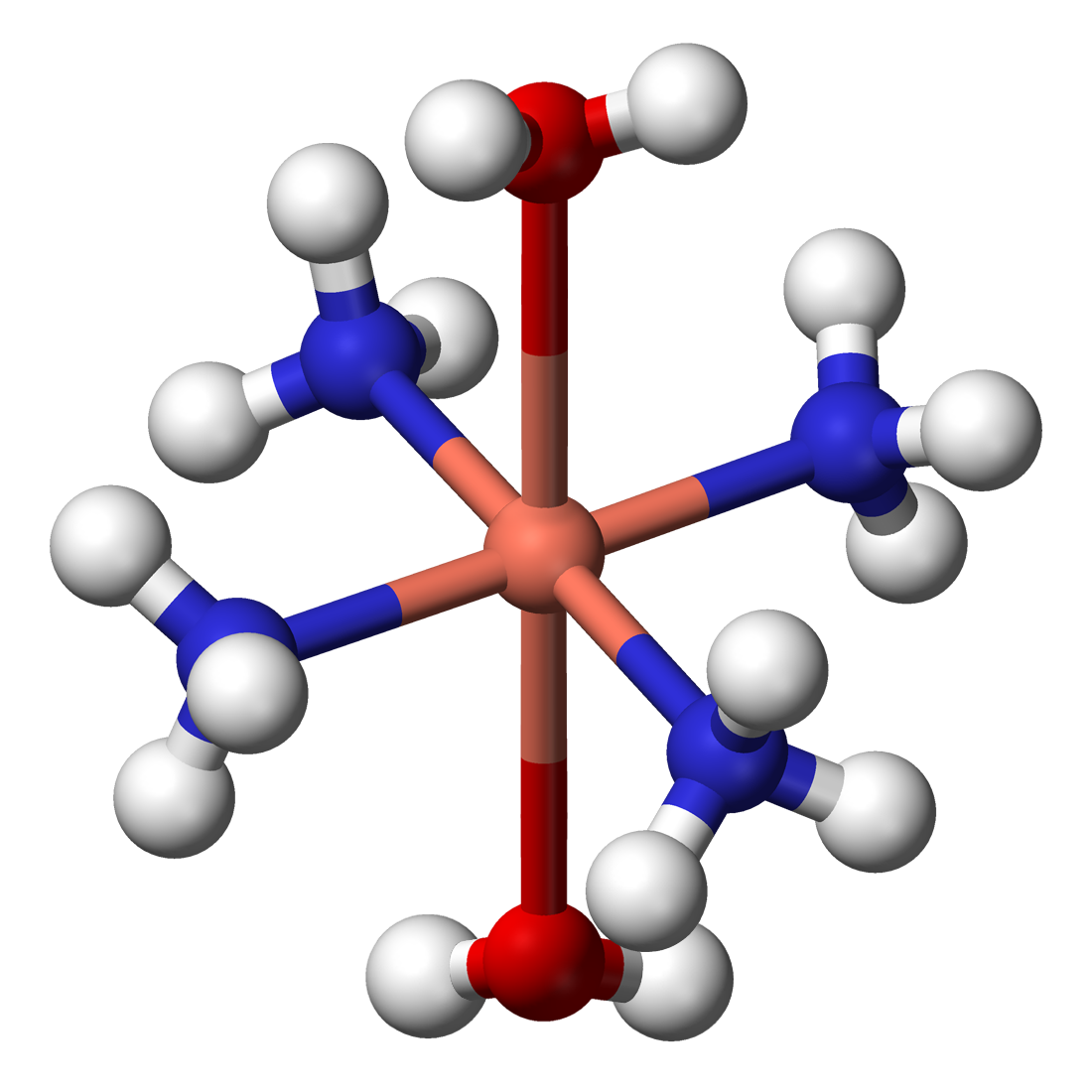
نموذج الكرة والعصا لمعقد أميني وهو _{2}(OH) [Cu(NH_{3})_{4}(H_{2}O)_{2}]، والمعروف باسم «كاشف شفايتزر»

المعقد الأميني هو معقد تناسقي يحوي على الأقل على ربيطة واحدة من الأمونيا NH3. وتتميز الفلزات الانتقالية بقدرتها على تشكيل معقدات أمينية بكثرة، وذلك نظراً لوجود مدارات d فارغة في بنيتها الإلكترونية، وتلاحظ خاصة في فلزات الكروم والكوبالت والنيكل والنحاس.
تعد المعقدات الأمينية تاريخياً من أكثرالمعقدات التي ساهمت في تطور الكيمياء التناسقية، وخاصة جهود ألفرد فيرنر في هذا المجال.